# John Gaston Grant

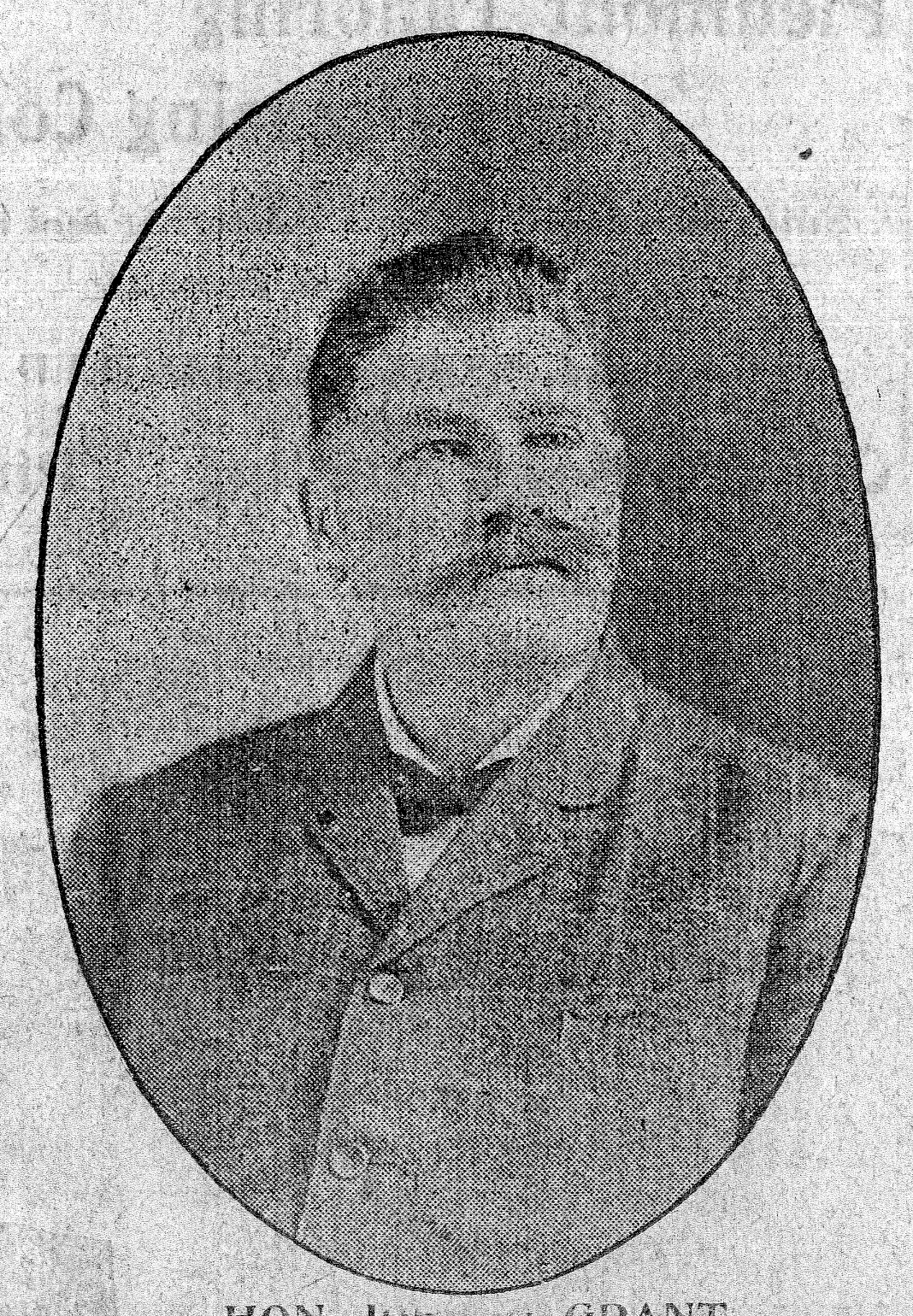
John Gaston Grant

John Gaston Grant (* 1. Januar 1858 im Henderson County, North Carolina; † 21. Juni 1923 in Hendersonville, North Carolina) war ein US-amerikanischer Politiker. Zwischen 1909 und 1911 vertrat er den Bundesstaat North Carolina im US-Repräsentantenhaus.

## Werdegang
John Grant erhielt eine eingeschränkte Schulausbildung und hat sich viel Lehrstoff selbst angeeignet. Danach arbeitete er in der Landwirtschaft. Politisch wurde er Mitglied der Republikanischen Partei. Er hat sich selbst als einen „radikalen Republikaner“ bezeichnet. Im Jahr 1889 wurde er in das Repräsentantenhaus von North Carolina gewählt. Von 1892 bis 1896 war er als Sheriff Polizeichef im Henderson County.
Bei den Kongresswahlen des Jahres 1908 wurde Grant im zehnten Wahlbezirk von North Carolina in das US-Repräsentantenhaus in Washington, D.C. gewählt, wo er am 4. März 1909 die Nachfolge von William T. Crawford antrat. Da er im Jahr 1910 dem Demokraten James M. Gudger unterlag, konnte er bis zum 3. März 1911 nur eine Legislaturperiode im Kongress absolvieren. Nach seinem Ausscheiden aus dem US-Repräsentantenhaus setzte John Grant seine früheren Tätigkeiten in der Landwirtschaft fort. Er starb am 21. Juni 1923 in Hendersonville.